# Гражданская война в Руанде
Гражданская война в Руанде (1990—1994) — внутренний конфликт в Руанде между сторонниками президента Жювеналя Хабьяриманы и повстанцами Руандийского патриотического фронта (РПФ). Конфликт начался 1 октября 1990 года вторжением войск РПФ в страну и официально закончился 4 августа 1993 года подписанием Арушских соглашений.
Тем не менее, убийство Жювеналя Хабьяриманы в апреле 1994 года стало катализатором начала геноцида в Руанде. По мнению некоторых исследователей, этот геноцид является последующей стадией гражданской войны. РПФ провёл новое наступление и, в конце концов, взял под свой контроль страну. Правительство хуту в изгнании продолжило использовать лагеря беженцев в соседних странах для дестабилизации нового правительства. РПФ вступил в Первую конголезскую войну (1996—1997), что привело в свою очередь к началу Второй конголезской войны (1998—2003), прямо связанной с попытками хуту вернуть контроль над Руандой. Таким образом, хотя гражданская война официально продолжалась до 1993 года, ведутся споры о дате фактического её окончания: некоторые специалисты обозначают дату — 1994 год (взятие РПФ Кигали), другие — 1996 год (расформирование лагерей беженцев), третьи считают, что гражданская война продолжается по сей день.

## Предыстория

### Происхождение хуту, тутси и тва и история Руанды до обретения независимости
Племена охотников-собирателей заселили территорию современной Руанды, как и все земли вокруг Великих Африканских озёр, не позднее последней ледниковой эпохи, в промежутке между началом или серединой неолита и 3000 годом до н. э., то есть концом Африканского влажного периода. Они считаются предками тва, самого древнего и ныне самого малочисленного народа страны.
В 2000 году до н. э. состоялась миграция говорящих на языках банту племён с юга Африки. Относительно того, кем были мигрировавшие племена, есть две теории. Согласно первой из них, «первой волной мигрантов» были хуту или их предки, а тутси представляют собой пришедшие позже племена завоевателей с севера, из района притоков Нила. Таким образом, последние принадлежат к иной подрасе негроидной расы, нежели хуту, в пользу чего говорит и тот факт, что хуту — земледельцы, а тутси — скотоводы. Согласно другой теории, племена, являющиеся предками хуту и тутси, прибывали в земли Великих Африканских озёр с юга одновременно и постепенно, небольшими группами, а позже слились в единый народ. Таким образом, исходя из этой теории, все сложившиеся между хуту и тутси различия являются не расовыми, а лишь классовыми, связанными с тем, что вторые стали править первыми. В целом же этот вопрос остаётся крайне дискуссионным; в научном сообществе достаточно давно не существует единого мнения на этот счёт. Так или иначе, уже к XVIII—XIX векам обе основные племенные группы страны говорили на одном языке из группы банту, носили одинаковые имена и вступали в брак друг с другом.
Изначально племена банту по всей территории Великих Африканских озёр организовывались в кланы (руанда ubwoko), в составе каждого из которых были как тутси, так и хуту с тва. Позже эти кланы стали объединятся в «королевства» и «княжества» — к 1700 году таких монархий насчитывалось уже восемь. Правителями большинства государств были хуту.

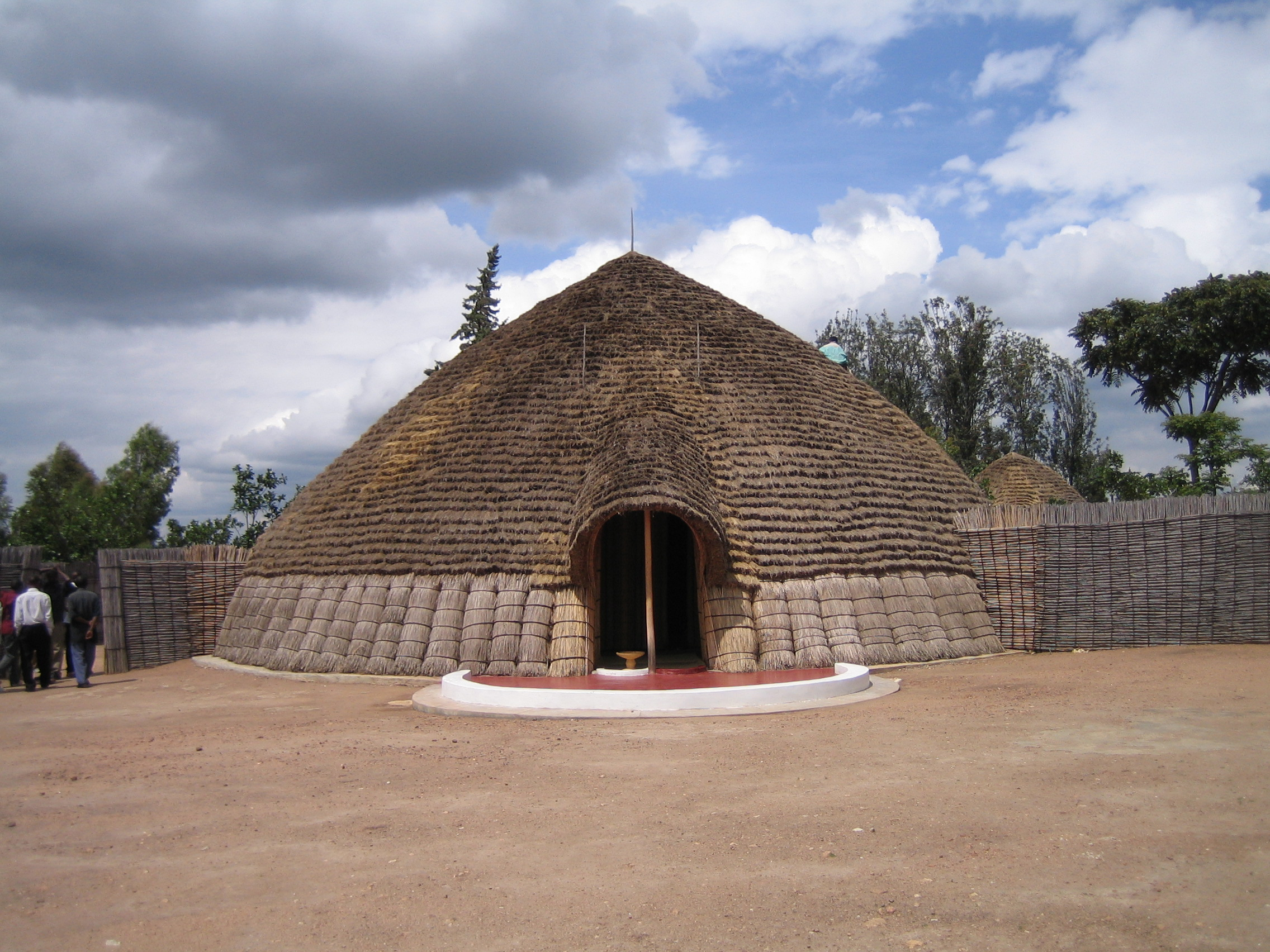
Музей королевского дворца «Рукари»

Примерно с середины XIV века на территории современной Руанды существовало три «княжества», которыми правили тутси. К 1740—1750-м годам они объединились в «королевство», которое вскоре стало доминирующим в регионе, а через сто лет, в правление короля-воина Кигели Рвабугири (он же Кигели IV), достигло территориального апогея. Кигели Рвабугири удалось расширить территорию своего государства почти втрое, завоевав земли нескольких соседей. После этого король начал далеко идущую земельную реформу, в ходе которой в обмен на работу в угоду тутси хуту передали часть скота и земель, пригодных для сельского хозяйства. Ранее они были де-факто бесправны, жили общинами и практически не имели имущества. Введённая королём система напоминала барщину и на местном наречии называлась убуретва (руанда uburetwa) — хуту работали безвозмездно два дня в неделю на своего хозяина из тутси. К тому же «королевство» во времена Кигели IV стало полноценным скотоводческим феодальным государством, в котором земледелие, традиционное занятие хуту, не играло большой роли. После этой реформы хуту стали ощущать себя ещё более униженными, чем ранее, поскольку до этого ничего не имея из имущества, они хотя бы не были прислугой у тутси. К тому же представителям двух национальностей отныне было фактически запрещено вступать друг с другом в брак; единичные случаи могли караться изгнанием. Тва же чувствовали себя лучше хуту. Некоторые из них даже были приближёнными королей. Однако представители этого карликового народа были слабы физически, имели маленькое потомство, в связи с чем их количество стремительно сокращалось.

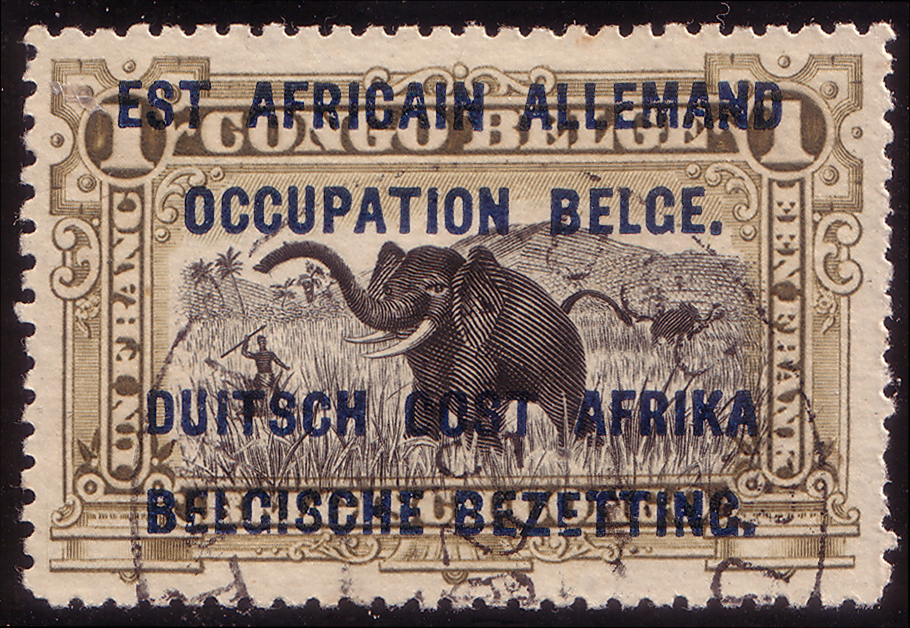
Марка Бельгийского Конго 1916 года со штампом для использования в Германской Восточной Африке, оккупированной Бельгией

В 1884 году ведущие державы Европы провели в Берлине конференцию, на которой закрепили границы, по которым должен был проходить раздел Африки. После этого на территорию Руанды и в близлежащие «княжества» начались европейские экспедиции. Первым из тех, кто сумел проникнуть в земли «королевства», стал австриец Оскар Бауман, ступивший на землю Руанды уже в 1892 году. Следом во главе войска в 620 человек сюда прибыл Густав Адольф фон Гётцен, которому даже удалось побывать на официальном приёме у короля, на котором Густав предложил ему добровольно перейти под протекторат Германии. Король ответил отказом, что привело к государственному перевороту, первому в истории страны. На трон сел Юхи V Мусинга, признавший протекторат кайзера и 22 марта 1897 года закрепивший его законодательно. Немцы создали здесь сильную вертикаль власти и осуществляли опосредованное военное правление, привлекая к процессу племенных вождей с целью обеспечения возможности содержания на территории как можно меньшего числа войск.
Ситуация изменилась с началом Первой мировой войны. 31 августа 1915 года Бельгия, входившая в Антанту и воевавшая с входившей в Тройственный союз Германией, вторглась в земли Германской Восточной Африки и к следующему году взяла значительную часть этой колонии под свой контроль, установив свою администрацию. Одержав победу в составе Антанты, бельгийцы, как утверждает французский профессор и специалист по региону Великих озёр Африки Жан-Пьер Кретьен, стали управлять страной ещё более жёстко, чем немцы: они лишили всех местных вождей прав на правление своим народом и под мандатом Лиги наций управляли сами, централизованно и без посредников. Однако историк-африканист Кэтрин Ньюбери пишет о том, что власть короля оставалась незыблемой и что все европейские чиновники, которые управляли провинциями, назначались лишь с его согласия. Главы низших субъектов теоретически зависели от них, однако де-факто тоже напрямую подчинялись мвами, а резиденции европейских губернаторов управлялись его жёнами или наложницами. Таким образом, в каждом округе было минимум по три должностных лица, напрямую зависящих от короля. Стремясь держать под контролем любые действия в колонии, бельгийцы сохранили немецкую систему управления государством и сотрудничали с традиционными руандийскими вождями-тутси, что ставило хуту в ещё более зависимое положение, чем когда «королевство» было полностью независимым. Они же внедрили в систему управления страной удостоверения личности с указанием национальности в отдельной графе без возможности её изменения, что сделало национальную ситуацию ещё более напряжённой. До этого национальности разделялись более по социально-политическому, нежели этническому признаку. Люди могли «переходить из одной национальности в другую»: разбогатевший хуту имел возможность примкнуть к правящей элите, где его считали тутси, а обедневших тутси нередко считали хуту.
После 1945 года возникла контрэлита хуту, изначально мирно сосуществовавшая с тутси, но затем возжелавшая заполучить власть в свои руки. Опасаясь, что их господствующее положение будет нарушено, тутси хотели договориться с правительством колонии о скорейшей независимости страны на своих условиях. Однако бельгийцы более не поддерживали их. Одновременно с этим произошли перемены в католической церкви: старое консервативное духовенство сменили молодые фламандцы из рабочего класса, которые сочувствовали тяжёлому положению хуту. В ноябре 1959 года хуту организовали серию беспорядков и поджогов домов тутси после ложных слухов о смерти одного из их вождей от руки прокоролевского активиста. Насилие быстро распространилось по всей стране, положив начало социальной революции. При поддержке со стороны короля активисты-тутси попытались этому помешать в надежде захватить полную власть и изгнать как контрэлиту хуту, так и колонизаторов. Однако им помешал бельгийский полковник Гай Логест, которого губернатор ранее назначил «вторым человеком в колонии». Он восстановил правопорядок и начал открыто защищать интересы хуту, заменив многих вождей тутси в правительстве на выходцев из контрэлиты и фактически заставив короля Кигели V бежать из страны. В сентябре 1961 года партия революционеров «Пармехуту» получила контроль над законодательным советом, провозгласив Грегуара Кайибанду президентом страны, а 1 июля следующего года новая республика стала полностью независимой. Правительство установило этот день как государственный праздник, названный «Днём спасения».

### Руанда после достижения независимости

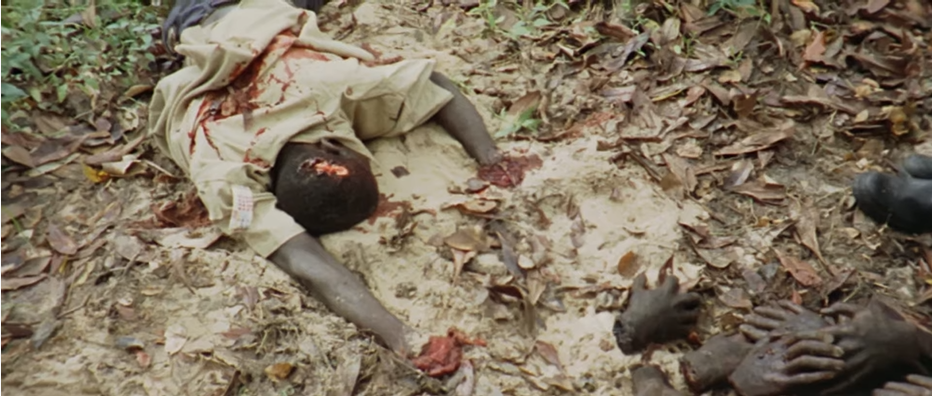
Тутси, убитые в январе 1964 года

После окончания революции, в которой погибло около 100 тысяч человек, более 336 тысяч тутси покинули Руанду, спасаясь от массовых убийств и этнических чисток, устроенных правительством Грегуара. В основном они бежали в соседние страны, Уганду, Танганьику и республику Конго (Леопольдвиль). С конца 1960-х годов вооружённые группировки, состоящие из изгнанников тутси (официальное правительство называло их иньензи, руанда inyenzi, дословно — «Тараканы») начали налёты на территорию Руанды с переменным успехом. На юге от Руанды, в Бурунди установилась власть тутси, и наступавшие с этой стороны группировки нанесли немалый ущерб южной части страны, а крупнейшие из них доходили до столицы, Кигали. В декабре 1963 года базирующаяся в Бурунди повстанческая группировка предприняла масштабную атаку на территорию страны. Плохо оснащённых и организованных повстанцев правительственные войска одолели без особого труда, после чего осуществили самую жестокую на тот момент расправу — за месяц в период с декабря 1963 по январь 1964 года хуту убили около 10 тысяч человек, включая всех политиков колониальной эпохи, ещё живших в стране. Международное сообщество де-факто никак не отреагировало на происходящее, и власть «Пармехуту» лишь усилилась. Это поражение положило конец нападениям группировок тутси, которые более не представляли угрозу правительству Кайибанды.
Кайибанда правил республикой следующие 10 лет, установив авторитарный режим как в дореволюционной феодальной монархии. В 1973 году главнокомандующий армией Жювеналь Хабьяримана сверг его в результате военного переворота и организовал собственную партию — «Национальное революционное движение за развитие» со слоганом «Мир и национальное единство». Она стала единственной законной в стране и отныне к ней должен был принадлежать каждый гражданин. Установленный Жюневалем режим по итогу отличался авторитаризмом, иногда его называют тоталитарной диктатурой:338.
В конце 1980-х годов произошло падение цен на кофе, один из главных источников экспортных денег в стране. Из-за этого среди правящей элиты началась борьба за доступ к иностранной помощи. Победу в ней одержала Агата Хабьяримана, первая леди страны, и её семья, известная как аказу. Семья имела более уважаемое происхождение, нежели сам президент: в XIX веке её представители правили одним из независимых государств недалеко от Гисеньи, поэтому Хабьяримана полагался на них в управлении страной на северо-западе. Аказу использовали своё положение, и к моменту начала боевых действий Жювеналь не принимал ни одного решения, не посоветовавшись с ними. Проблемы в экономике вынудили его значительно сократить отчисления на социальные нужды, что привело к беспорядкам. Воспользовавшись советом президента союзной Франции Франсуа Миттерана, Хабьяримана заявил о том, что страна переходит к многопартийной системе. Однако он не предпринял никаких действий по налаживанию функционирования подобного госапарата. Последовали студенческие протесты, и к концу 1990 года страна была погружена в кризис.

## Основание Руандийского патриотического фронта и боевые действия в Уганде
Организация, в дальнейшем получившая наименование «Руандийский патриотический фронт» была основана в 1979 году в Уганде. Первоначально она была известна как «Ассоциация помощи руандийским беженцам», однако год спустя сменила своё название на «Руандийский альянс за национальное единство». Причиной образование организации стало преследование беженцев со стороны режима президента страны Милтона Оботе. Он обвинял тутси в сотрудничестве со своим предшественником, военным диктатором Иди Амином, а также в краже скота и захвате домов простых угандийцев. Беженцы Фред Ригьема и Поль Кагаме присоединились к повстанческой группировки Йовери Мусевени Фронт национального спасения (англ. Front for National Salvation). Ранее Йовери боролся вместе с Милтоном против Амина, однако вышел из правительства, недовольный спорной победой Оботе на всеобщих выборах в стране в 1979 году. В 1980 году вместе с Кагаме и Ригьемой он основал новую организацию, которая получила название «Национальная армия сопротивления» (англ. National Resistance Army, NRA). Они начали борьбу с целью свергнуть режим Оботе.
Милтон, тем временем, оставался враждебно настроенным даже к мирным беженцам, поэтому в 1981 году «альянс» был вынужден покинуть страну и перебраться в Найроби, Кения. В следующем году, с разрешения Оботе, местные традиционные советы в районе бывшего древнего «королевства» Анколе выпустили уведомления с требованием выселить беженцев из занятых ими домов и поселить в лагерях. Состоящее из молодёжи ополчение провинции выполнило приказ. Многие перемещенные руандийцы пытались перейти границу с Руандой, но режим Хабьяримана ограничил их изолированными лагерями и закрыл границу, чтобы предотвратить дальнейшую миграцию. Столкнувшись с угрозой безгражданства, многие другие беженцы тутси в Уганде решили присоединиться к NRA Мусевени.

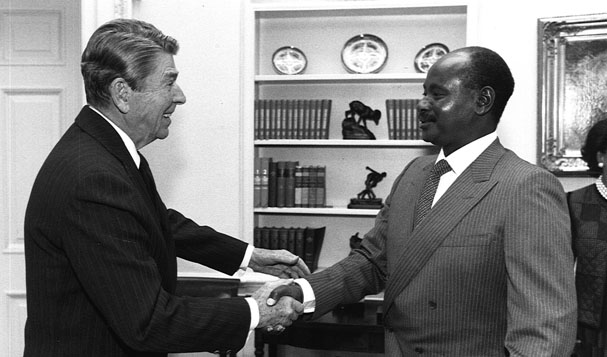
Президент Уганды Йовери Мусевени и президент США Рональд Рейган на личной встрече в Белом доме, октябрь 1987 года

В 1986 году силы NRA в количестве 14 000 человек, в том числе 500 руандеров, взяли Кампалу штурмом. Было сформировано новое правительство. После своей инаугурации в качестве нового президента страны, Мусевени назначил Ригьему на должность старшего офицера новой угандийской армии, а Кагаме — офицера военной разведки. В статье 2018 года канадский ученый-политолог и эксперт по Руанде Джеральд Каплан описал это назначение как «выдающееся достижение для иностранца и беженца». Каплан отметил репутацию Мусевени как жёсткого лидера и заявил, что Кагаме должен был быть таким же жёстким и влиятельным, чтобы получить эту должность. Он также прокомментировал характер работы военной разведки, заявив, что «совершенно нереально ожидать, что Кагаме воздержится от той сомнительной деятельности, на которой специализируется военная безопасность». Опыт гражданской войны и дальнейшей работы в разведке навёл Кагаме на мысль о возможности силового возвращения в Руанду. Помимо выполнения своих служебных обязанностей в качестве офицеров, они тайно начали формировать новую группировку беженцев-тутси, которая должна была стать ядром их армии. С приходом к власти Мусевени, который не был противником беженцев, «альянс» смог вернуться в Уганду. В 1987 году был устроен съезд руководства, на котором «Руандийский альянс за национальное единство» сменил своё название на «Руандийский патриотический фронт». На этом же съезде было принято решение о необходимости возвращения в Руанду любой ценой. В следующем году кризис в руководстве РПФ заставил Ригьему вмешаться во внутренние дела организации и сместить Питера Байингана на посту президента группировки. Следом к ней присоединились влиятельные беженцы, включая Кагаме, который был назначен вице-президентом РПФ и «вторым человеком в организации». Байингана остался на руководящих постах, будучи назначен вторым вице-президентом, однако был возмущён потерей лидерства. В 1989 году он даже попытался вторгнуться в Руанду с группой сторонников, однако налёт был быстро отбит руандийскими вооружёнными силами.
Хабьяримана знал о росте РПФ и выразил своё несогласие с поддержкой данной организации Мусевени. В то же время многие коренные угандийцы и офицеры из народа ганда стали критиковать Йовери за то, что он назначал беженцев на руководящие должности вместо своих соотечественников. Из-за двойного давления, президент понизил обоих руководителей РПФ в должности в 1989 году. Де-факто они остались старшими офицерами, однако из-за того, что официально они потеряли ряд полномочий, а также из-за угрозы потерять доступ к ресурсам вооружённых сил Уганды, реализация плана по возвращению на родину была ускорена.
В следующем году между владельцами ранчо и скваттерами, многие из которых были руандийцами, на юго-западе Уганды возник спор, который привёл к рассуждению о статусе беженцев среди жителей страны. В конечном счёте, на всех них был навешен ярлык «не граждан» и незаконно прибывающих на территории людей. Осознавая ненадёжность своего положения и возможность, предоставленную как стремлением многих беженцев покинуть ставшую вновь негостеприимной Уганду, так и нестабильностью внутри правительства Хабьяриманы, лидеры РПФ решили немедленно начать вторжение в Руанду. Мусевени, вероятно, знал о готовящемся нападении, однако не выразил Ригьеме и Кагаме открытую поддержку. В том же 1990 году он приказал президенту РПФ пройти курс офицерской подготовки в Командно-штабном колледже в Форт Ливенворте, США. Он также планировал отправить на такие «курсы повышения квалификации» и других офицеров организации. По мнению Кагаме, эта тактика могла быть применена с целью уменьшить вероятность вторжения РПФ в Руанду. После двух дней обсуждения, Ригьема убедил Йовери о том, что ему нужен отдых после многих лет службы в армии. Президент разрешил ему остаться в стране, однако вместо него отправил в США Кагаме, который согласился, чтобы снять с РПФ подозрения, хотя это и означало, что ему придётся пропустить начало войны.

## Ход войны

### 1990: Вторжение РПФ в Руанду и смерть Ригьемы
1 октября 1990 года пятьдесят членов Руандийского патриотического фронта, служивших в армии Уганды, покинули свои посты на границах с Руандой. Они убили руандийского таможенника на пограничном посту Кагитумба. Остальные пограничники обратились в бегство. Через данный пост прошли ещё сотни повстанцев, которые были одеты в форму Угандийской национальной армии и несли с собой украденное с погранпостов и складов вооружение, включая пулемёты, скорострельные автоматические пушки и советские реактивные системы залпового огня BM-21 (широко известные как «Град»). По оценкам РПФ, в первой фазе вторжения приняли участие от двух с половиной до четырёх тысяч беженцев, которые несли службу в армии Уганды, а также около 800 гражданских лиц, включая медперсонал и курьеров. И президент Уганды Мусевени, и президент Руанды Хабьяримана в это время находились в Нью-Йорке на Всемирном саммите Организации Объединённых Наций по защите прав детей при поддержке ЮНИСЕФ. В первые несколько дней боев РПФ продвинулся на 60 км к югу до Габиро. Их противники из руандийских вооружённых сил, сражавшиеся за правительство Хабьяриманы, имели численное и техническое превосходство. Армия Руанды насчитывала 5200 солдат и обладала броневиками и вертолётами, поставленными Францией, однако на стороне РПФ была внезапность нападения. Тем временем правительство Уганды установило блокпосты на западе страны с целью предотвращения дальнейшего дезертирства своих солдат и одновременно для недопущения возвращения уже покинувших территорию страны обратно.

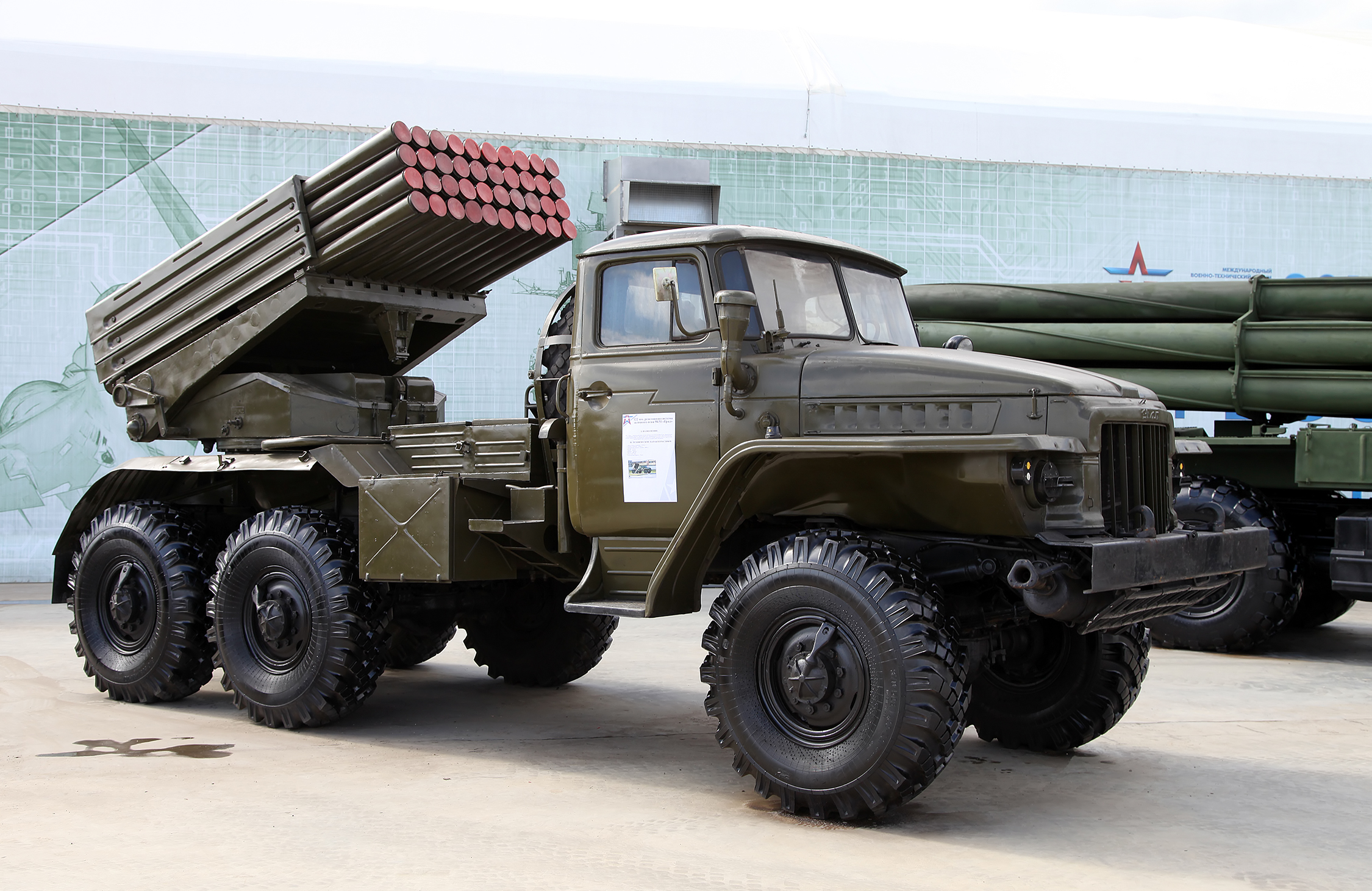
РСЗО «Град»

2 октября лидер РПФ Фред Ригьема был убит выстрелом в голову. Точные обстоятельства смерти остаются неизвестными. Согласно официальной линии правительства Кагаме и версии историка Жерара Прюнье из книги 1995 года (и её репринтов 1996 и 1998 года), он погиб из-за шальной пули. Согласно другой версии, выдвинутой Прюнье в книге 2006 года (и её репринте 2009 года), Ригьему застрелил его подчинённый Питер Байигама из-за спора о стратегии дальнейших действий. Согласно ей, Ригьема осознавал необходимость медленного продвижения и хотел попытаться снизить власть хуту в Руанде прежде чем напасть на Кигали, тогда как Байингама и его товарищ Крис Буньеньези хотели воспользоваться элементом неожиданности и нанести быстрый и сильный удар по столице, чтобы как можно скорее захватить власть. В разгоревшемся споре Питер застрелил Фреда. Другой высокопоставленный офицер РПФ, Стивен Ндугута, был свидетелем этой стрельбы и сообщил о ней президенту Мусевени, который послал своего брата Салима Салеха для расследования обстоятельств гибели военачальника. Прибыв на место, он приказал арестовать Байингану и Буньеньези и в конечном итоге казнить их. В то же время, в разговоре с Капланом в 2005 году Прюнье представил другую версию, заявив, что и Байигаму, и Буньеньези, возможных убийц Ригьемы, мог завербовать Кагаме. Каплан отмечает, что доказательств этому нет и что данная версия вряд ли правдива, хотя при её реальности она многое рассказывает о характере будущего президента.
Когда стало известно о том, что очередные «иньензи» собрались захватить всю страну, а не просто разорить границы, Хабьяримана обратился к союзникам из Франции с целью получить от них помощь для отражения атаки. Жан-Кристоф Миттеран, сын президента Франции и руководитель «африканского подразделения» Министерства иностранных дел, обещал отправить войска. В ночь на 4 октября 1990 года близ Кигали была слышна стрельба: гарнизон города отражал внезапное нападение, которое правительство Хабьяриманы приписала «коммандос» РПФ. В то же время, многие источники считают, что это нападение было инсцинировано правительством Руанды, чтобы убедить французов в том, что опасность уже близко. Андре Гишауа, французский социолог и член Международного трибунала по Руанде, также отмечает, что данная версия кажется ему наиболее убедительной, в то же время дополняя, что однозначных свидетельств о правдивости какой либо из них нет. Так или иначе, нападение сыграло на руку правительству Хабьяриманы — на следующий день после него в Кигали прибыли 600 солдат, что вдвое больше, чем Миттеран обещал прислать изначально. Французская операция носила кодовое имя «Норуа» (фр. Noroît); её официально заявленной целью была защита французских граждан, находящихся в стране. На самом деле миссия заключалась в поддержке режима Хабьяриманы, и французские парашютные роты немедленно заняли позиции, блокирующие продвижение РПФ к столице и международному аэропорту Кигали.
Бельгия и Заир направили войска в Кигали в начале октября, после прибытия сил Франции. Первая страна, бывшая метрополия Руанды, развернула свои войска для зашиты собственных граждан, ещё проживающих там. Однако достаточно быстро стало понятно, что им ничего не угрожает. Развёртывание вызвало широкую полемику в правящих кругах королевства, поскольку до Брюсселя дошла информация о том, что режим Хабьяриманы устраивал массовые погромы, убийства и произвольные задержания и экстрадиции, чем затруднял поиск консенсуса с повстанцами. После очередного акта насилия внутри страны бельгийцы вывели свои войска из Руанды, заявив, что Жювеналь должен сам решить, как ему поступить, чтобы избежать дальнейшего кровопролития. В дальнейшем они не оказывали никакой поддержки режиму Хабьяриманы. Мобуту Сесе Секо, диктатор Заира, направил на помощь Жювеналю несколько сотен солдат из «Особой президентской дивизии» (фр. Division Spéciale Présidentielle, DSP). В отличие от войск Франции и Бельгии они выдвинулись напрямую к линии фронта и вступили в бой с РПФ, однако дисциплина у данных войск де-факто отсутствовала. Жерар Прюнье отмечает массовое насилие с их стороны, от грабежей домов простых руандеров до убийств и изнасилований. Через неделю возмущённый происходящим Хабьяримана изгнал их обратно в Заир. Однако из-за смерти Ригьемы боевой дух солдат РПФ сильно упал. В связи с этим, а также в связи с прибытием хорошо вооружённых и обученных французов, войска Хабьяриманы получили тактическое преимущество над противником. К концу октября они отвоевали захваченную РПФ территорию и отбросили повстанцев обратно. Из-за поражения многие солдаты дезертировали, некоторые вернулись к мирной жизни в Уганде, другие скрылись в национальном парке Агакера на востоке Руанды. Хабьяримана обвинил правительство Уганды в снабжении РПФ, создании «тыла» для группы в Кампале и «сдерживании» вторжения из-за боязни поражения РПФ и уже 30 октября 1990 года объявил, что атака отражена, а война — окончена.

### Возвращение Кагаме и реорганизация РПФ

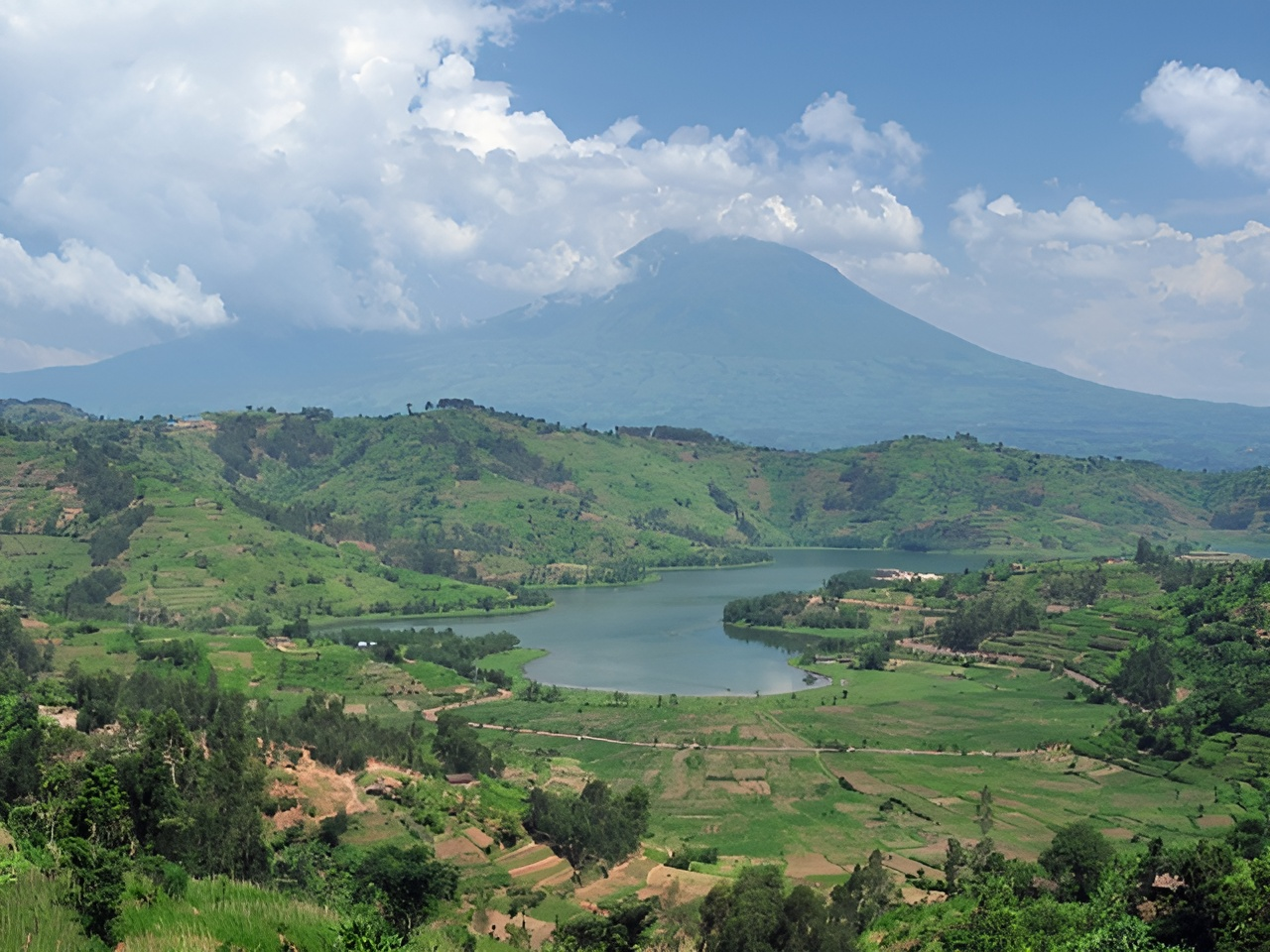
Горы Вирунга, база РПФ в 1990—1991 годах

Во время начала войны Кагаме всё ещё находился в США, где посещал курсы военной подготовки, на которые его отправил Мусевени. Во время нахождения в Канзасе он планировал последние детали вторжения и часто общался по телефону с Ригьемой. В конце сентября Кагаме сообщил руководству колледжа, что покидает курсы. Он планировал закончить свои дела и прибыть в Африку к моменту начала вторжения РПФ. Вместе с собой он забрал несколько учебников, которые позже использовал для обучения членов РПФ тактике ведения боя. Новости о смерти Ригьемы дошли до Кагаме лишь 5 октября. Он сразу же отправился в Африку с целью принять на себя роль командира Руандийского патриотического фронта. Через Лондон (Великобритания) и Аддис-Абебу (Эфиопия) он добрался до международного аэропорта Энтеббе в Уганде, где знакомый разведчик предоставил ему безопасный проход. Изначально в службе охраны аэропорта хотели задержать Кагаме, однако отбывший в США Мусевени не оставил по этому поводу никаких указаний, в связи с чем охранники пропустили его. Рано утром 15 октября под сопровождением угандийских солдат Кагаме перебрался через границу с Руандой.
К моменту прибытия Кагаме организация в РПФ де-факто отсутствовала, а боевой дух солдат был крайне низким. Позже он описывал день встречи с ними как один из худших в своей жизни. Дезорганизованные войска приветствовали его на поле боя, так как Кагаме был хорошо известен среди солдат как ближайший союзник Ригьемы; многие из них сражались с ним бок о бок в рядах армии Уганды. Следующие несколько недель он собирал разведданные о противнике вместе с несколькими старшими офицерами. К концу месяца, когда РПФ отбросили к границе, Кагаме решил, что продолжать боевые действия бесполезно. Он реорганизовал армию и вывел её к горам Вирунга на северо-востоке страны, где устроил временную военную базу. Кагаме знал, что пересечённая местность данного региона обеспечит им защиту от атак даже при обнаружении, а также позволит вовремя ретироваться. Марш занял почти неделю. В ходе него РПФ неоднократно пересекал границу двух государств с разрешения Мусевени, а также с позволения солдат и бывших коллег.
Между тем несколько небольших отрядов РПФ продолжали перемещаться в месте дислокации в конце октября, служа приманкой для руандийской армии, руководство которой не знала о перемещении повстанцев на север. Перебросив войска, Кагаме принял решение о том, что наиболее действенной будет тактика партизанской войны. Она началась с рейда этих отвлекающих отрядов на руандийский таможенный пост близ Катуны. После нападения Хабьяримана обвинил Мусевени в умышленном укрытии РПФ на своей территории. В ходе партизанской войны группировка нанесла тяжёлые потери армии Руанды. Она отреагировала на это обстрелом территории Уганды из артиллерии и миномётов. Было убито несколько мирных жителей, а их домам и инфраструктуре нанесён значительный материальный ущерб. Угандийский журналист Юстус Мухангузи Кампе, работавший в те годы в этих местах, писал о том, что местные жители рассказывали о переходе руандийскими войсками границы и похищении некоторых их соотечественников.
РПФ в горах Вирунга находился в течение двух месяцев в очень суровых условиях. Его члены жили на высоте около 5000 метров, у них не было готовой еды и припасов, а из-за недостатка согревающей одежды несколько солдат замёрзли насмерть, а другие потеряли конечности из-за обморожения. Кагаме всё это время реорганизовывал войска и не проводил никаких военных операций. Тем временем в армии Руанды начались новые разногласия. Полковник Алексис Каньяренгве, хуту по национальности, который работал с Хабьяриманой долгое время, поссорился с президентом и перешёл на сторону повстанцев, будучи назначенным председателем организации. Другой хуту, Сет Сендашонга, был завербован Кагаме как «связующее звено» между ним и лидерами оппозиционных Жювеналю движений. Однако на большей части высоких постов в РПФ всё равно оставались тутси. Кагаме поддерживал строгую дисциплину в своей армии, обеспечивая соблюдение регламентированного режима тренировок, а также большого набора правил поведения солдат. Им было необходимо платить за товары, купленные в общине, воздерживаться от алкоголя и наркотиков и завоевывать хорошую репутацию РПФ среди местного населения. Кагаме и другие высокопоставленные лица организации наказывали бойцов, нарушающих эти правила: за мелкие нарушения — побоями, тогда как более серьёзные преступления, такие как убийство, изнасилование и дезертирство, карались смертью.
В это же время РПФ под руководством финансового комиссара организации Алоизы Иньюмбы провёл кампанию по сбору средств в Кампале. Деньги на борьбу с правительством Хабьяриманы им присылали изгнанники-тутси со всего мира, а также руандийские бизнесмены, что находились в конфликте с правительством Жювеналя. По мнению Жерара Прюнье, эти суммы были достаточно невелики, но организация действовала в условиях жёсткой экономии средств. Руководство, как и простые солдаты, не позволяли себе лишних трат. Благодаря этому оперативные возможности РАФ оказались сильно расширены даже благодаря таким скромным пожертвованиям. Он также закупил большое количество нового вооружения, во многом благодаря избытку оружия на рынке в годы окончания Холодной войны. Помимо этого, Прунюе писал, что они, вероятно, получали контрабандными путями оружие со стороны угандийских военных, с которыми сохранили достаточно хорошие отношения. Жерар также считает, что Мусевени знал об этом, но не подавал виду, поскольку признание контрабандных поставок могло испортить его международную репутацию и/или привести к прямой войне с Руандой. Уже после окончания войны он заявлял, что «столкнувшись с ситуацией, что свершилась с руандийскими братьями», Уганда решила помочь РПФ, так как «его победа помогла бы тутси, ещё жившим в Руанде, и было бы полезно для стабилизации отношений между Руандой и Угандой». Юстус Мухангузи Кампе писал, что захват угандийской военной техники дезертировавшими тутси означал, что национальный арсенал «почти исчерпан». Он считает, что война, в которой страна официально не участвовала, де-факто обошлась ей в «триллионы шиллингов».

### Январь 1991 года: нападение на Рухенгери

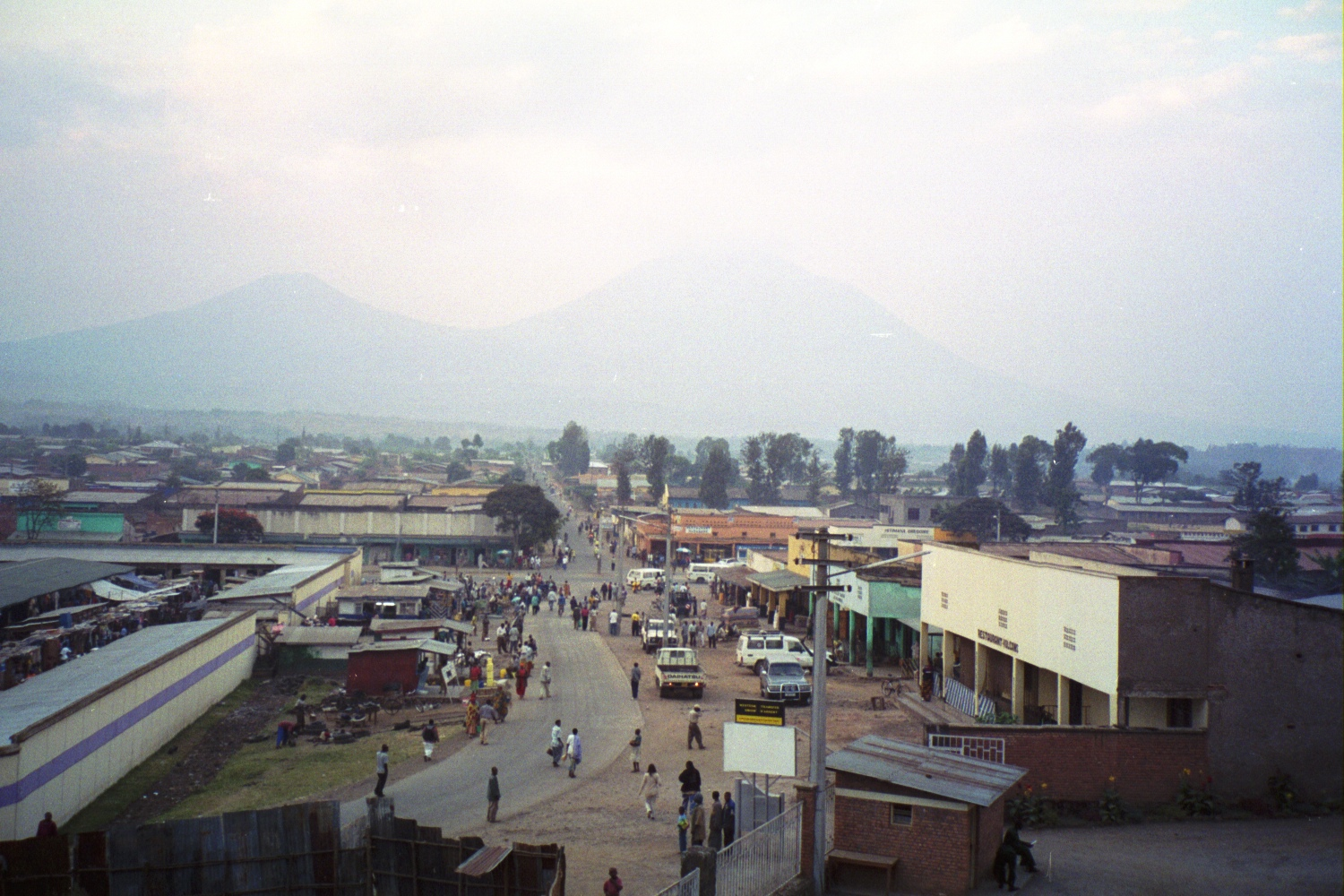
Город Рухенгери. На фоне — горы Вирунга

После трёх месяцев перегруппировки и подготовки, Кагаме решил начать новое вторжение. Первой его целью стал город Рухенгери на севере Руанды, к югу от гор Вирунга. Город был единственным из крупных региональных городов (столица одноимённой провинции), который можно было атаковать с гор, сохранив при этом элемент неожиданности. Позже Кагаме вспоминал, что была и другая причина: жена Хабьяриманы была родом из этого региона. Многие руандеры считали его «центром режима». Потеря такого региона для Жювеналя, возможно, была бы даже больнее потери Кигали. Атака здесь гарантированно «наводила шум в стране». Кагаме также надеялся, что она дестабилизирует ситуацию в правительстве.
Ночью 22 января семьсот бойцов РПФ спустились с гор и расположились в укромных уголках города при поддержке проживающих в этом районе сторонников РПФ. Рано утром следующего дня они нанесли удар. Силы обороны Руанды и гарнизон города де-факто были застигнуты врасплох и по большей части не смогли защитить себя. Однако в дальнейшем полиции и армии Руанды удалось на короткое время отразить вторжение в районах вокруг своих блокпостов, убив при этом большое количество боевиков. Вполне вероятно, что силам руандийской армии помогали французские войска, поскольку в дальнейшем французское правительство наградило около пятнадцати своих десантников за боевые действия в арьергарде. Но это не помогло. К полудню РПФ разбил силы обороны и занял город. Большая часть гражданского населения бежала.
Одной из основных целей РПФ в Рухенгери была тюрьма, которая была самой большой в Руанде. Надзиратель данного сооружения одним из первых позвонил в Кигали и доложил о нападении. Ему ответил полковник Эли Сагатва, один из аказу, который после недолгого разговора и оценки ситуации приказал надзирателю убить всех заключённых в тюрьме с целью избежать побега и дезертирства во время боевых действий. Он также хотел помешать высокопоставленным политическим заключенным и бывшим инсайдерам делиться секретной информацией с РПФ. Однако начальник тюрьмы отказался подчиниться даже после того, как Сагатва позвонил ему сам и повторил приказ после того, как президент подтвердил необходимость данного действия. В конце концов РПФ штурмовал здания и освободил заключённых. Некоторые из них стали солдатами мятежной армии, в том числе Теонесте Лизинде, бывшая соратница президента Хабьяриманы, арестованная после неудавшейся попытки государственного переворота в 1980 году.
Войска РПФ удерживали Рухенгери весь день, а затем ушли в горы на ночь. Данный рейд стал подтверждением лживости утверждений правительства Руанды о том, что РПФ был изгнан из страны и мог лишь проводить незначительные партизанские вылазки на границе с Угандой. На следующий день правительство направило в город значительные войска. В городе и его окрестностях оно объявило чрезвычайное положение со строгим комендантским часом. РПФ совершал набеги на город почти каждую ночь в течение нескольких месяцев, сражаясь с силами руандийской армии, и страна вернулась к полномасштабной войне впервые после октябрьского вторжения.

### 1991—1992 года: партизанская война

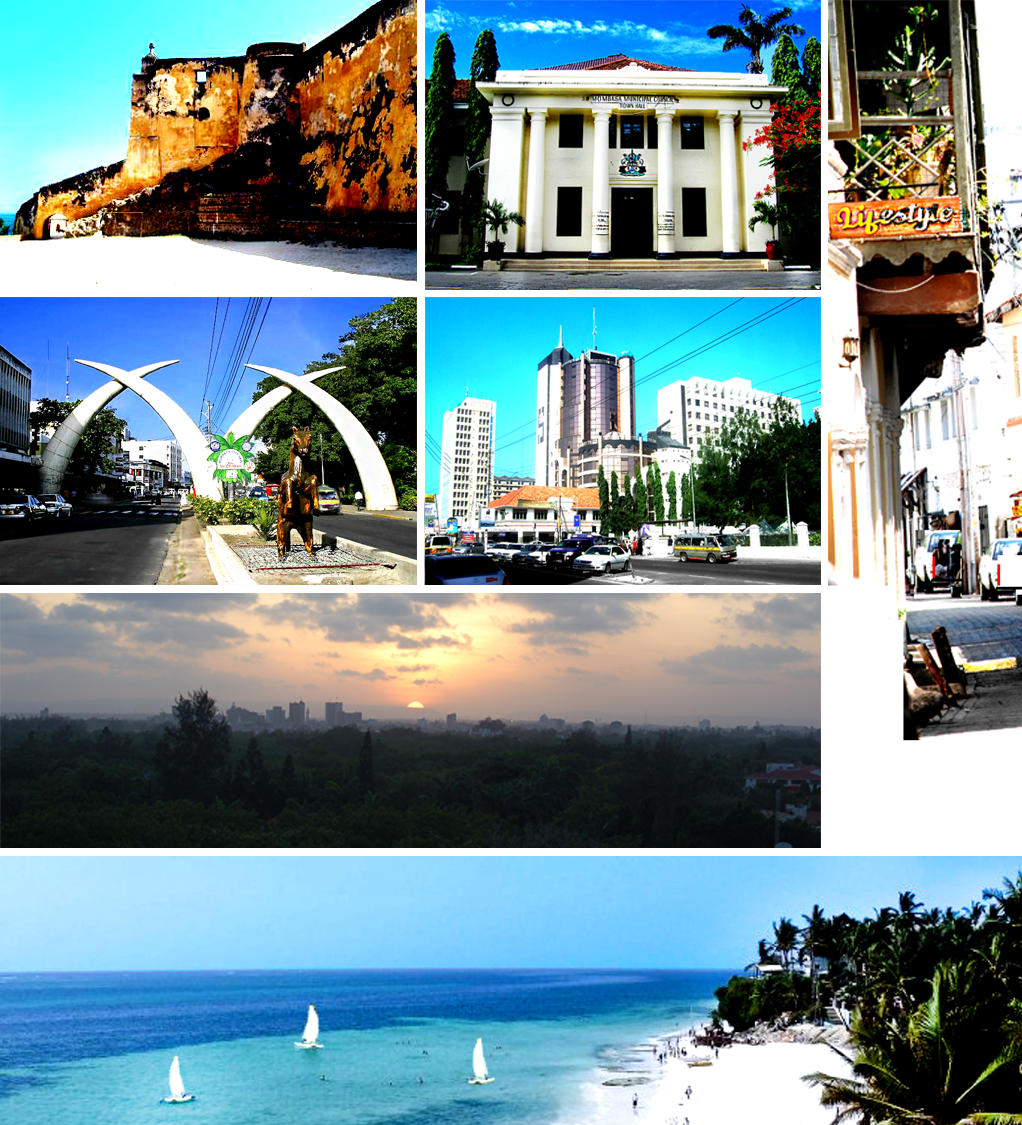
Момбаса

После боёв в Рухенгери РПФ вновь вернулся к партизанскому характеру боевых действий. Правительственные войска сосредоточились на севере страны, занимая ключевые высоты и ведя обстрел укрытий РПФ в горах Вирунга. Однако гористая местность помешала им развернуть полномасштабное наступление. Войска Кагаме неоднократно атаковали силы обороны Руанды, стремясь сохранить боевой дух солдат после «возрождения организации». В частности Поль предпринимал такую тактику как одновременная атака в более чем 10 местах одновременно для того, чтобы не дать правительственным войскам сосредоточиться в одной точке. Эти низкие по интенсивности боевые действия продолжались несколько месяцев, однако ни одна из сторон так и не смогла одержать победу. В то же время РПФ удалось захватить несколько опорных пунктов, в частности приграничный город Гатуна. Благодаря этому он заблокировал дорогу на порт города Момбаса, Кения, так называемый «Северный торговый коридор». Это вынудило Хабьяриману запустить всю морскую торговлю через Танзанию, по более длинному и затратному «Центральному коридору». К концу 1991 года РПФ контролировал около пяти процентов страны. Его новая штаб квартира отныне расположилась на заброшенной чайной фабрике недалеко от Малинди близ города Бьюмба. Многие мирные жители-хуту в районах, захваченных РПФ, бежали на территорию, ещё контролируемую правительством. В результате в стране образовалось большое количество внутренне перемещённых граждан.
Возобновление войны привело к двум значительным последствиям. В первую очередь увеличилось количество насилия против тутси, всё ещё мирно живущих в стране. Активисты хуту убили до тысячи человек в ходе нападений, санкционированных местными властями. Побоище началось с резни 30—60 Багогве около Кининги, на юго-запад от Рухенгери и Гисеньи. Эти нападения продолжались до июня 1991 года, когда правительство всё же предприняло меры по перемещению тутси в более безопасные для них районы страны, такие как Кигали. Аказу начали крупную пропагандистскую кампанию, транслируя и публикуя материалы о том, что тутси были далёким и чуждым народом, «нехристями», которые хотели восстановить старую феодальную монархию и поработить хуту. В том числе в журнале Kangura появилась статья с впоследствии знаменитыми «Десятью заповедями хуту», набор правил поведения, которые говорили о том, что хуту должны доминировать во всех жизненных аспектах. В ответ РПФ также начал вести свою пропаганду, открыв радиостанцию Muhabura со штаб-квартирой в Уганде, которая вещала на всю Руанду. Ей удалось завоевать некоторую популярность к 1992 году.
Вторым последствием стало то, что Хабьяримана, под давление Франции и других государств, всё же предпринял ряд шагов к введению многопартийной системы. Он обещал это сделать ещё в середине 1990 года. За прошедшие с начала вторжения хуту до введения многопатрийности месяцы образовалось несколько оппозиционных партий. Среди них — Республиканское демократическое движение, Социал-демократическая и Либеральная партии. Однако в то время в стране продолжала де-факто действовать однопартийная система. В середине 1991 года Жювеналь разрешил создавать партии и движения на законных основаниях для участия в выборах. Это привело к созданию большого количества новых политических образований, части из которых выступала за окончание войны, создание демократического правительства и допуск к участию в выборах членов РПФ. Однако данные партии, несмотря на то, что их было едва ли не большинство, не имели высокого уровня поддержки среди обычного народа Руанды. В то же время старые оппозиционные движения зарегистрировались как официальные политические партии. Теоретически страна могла самостоятельно прийти к созданию многопартийного инклюзивного правительства. Однако Хабьяримана препятствовал реформам. Последней из сформированных и получивших популярность партий стала Коалиция за защиту республики (КЗЗР), ультраправая организация действующая согласно идеологии «Сила хуту». Она была жёстче, чем партия Жювеналя, а также имела более тесные связи с аказу.
В 1991—1992 годах процесс принятия многопартийности шёл крайне медленно. В кабинете министров, созданном в октябре 1991 года, почти не было представителей оппозиционных партий. Должности руководителей низшего звена по всей стране занимали только члены партии Хабьяриманы. В январе следующего года был создан ещё один однопартийный кабинет. Это вызвало массовые протесты в Кигали, которые вынудили Жювеналя пойти на уступки оппозиции. Он объявил о своём намерении начать переговоры с Кагаме, а также наконец сформировал многопартийный кабинет в апреле 1992 года. Члены его партии в нём по-прежнему занимали большинство мест, однако на некоторые ключевые посты президент назначил представителей политической оппозиции. Они встретились с руководством РПФ и заключили соглашение о прекращении огня. В июне 1992 года боевые действия де-факто прекратились, и стороны приступили к переговорам в танзанийском городе Аруша.

### 1992—1993: Движение к миру
Мирный процесс осложнялся тем фактом, что в нём де-факто принимали участие четыре отдельные политические группы, у каждой из которых были свои интересы и своё видение будущего страны. Радикалы хуту сосредоточились вокруг семьи Агаты Хабьяримана. Это были члены КЗЗР и некоторые члены партии самого президента. Второй политической группой была официальная оппозиция режиму. Они были гораздо более демократичны, нежели радикалы, однако также с подозрением относились к Кагаме и его организации. Они выражали мнение, что РПФ стремился «разрушить „демократию“», установленную после социальной революции, и передать власть исключительно тутси. Третьей заинтересованной стороной был сам РПФ. Кагаме начал мирный процесс вопреки советам некоторых своих старших офицеров. При этом он знал, что по ту сторону баррикады много экстремистов, не заинтересованных в достижении мира. Однако Кагаме опасался, что отказ от переговоров заставит международные структуры отречься от РПФ и признать радикалами, что хотят уничтожения всех своих врагов, именно их. Наконец был сам Хабьяримана и его ближайшие сторонники, целью которых было лишь удержать собственную власть любой ценой. То есть де-юре он публично всеми силами поддерживал переговоры, но де-факто стремился отложить принятие какого-либо решения как можно дальше и сохранить статус кво. Позже Хабьяримана осознал, что главными его противниками являются не тутси из РПФ, а свои же хуту-радикалы. В середине 1992 года он попытался сместить сторонников КЗЗР с руководящих должностей в армии. Это удалось сделать лишь частично: несколько аказу, в частности Теонесте Багосора, остались служить в армии, командуя значительными подразделениями.

### Арушские соглашения
Война продолжалась в течение почти 2,5 лет, пока 12 июля 1992 года в городе Аруша (Танзания) не было подписано соглашение о прекращении огня, фиксировавшее график проведения переговоров и дававшее разрешение на размещение в стране группы военных наблюдателей под эгидой Организации африканского единства. Прекращение огня вступило в силу 31 июля 1992 года, а политические переговоры начались 30 сентября 1992 года.

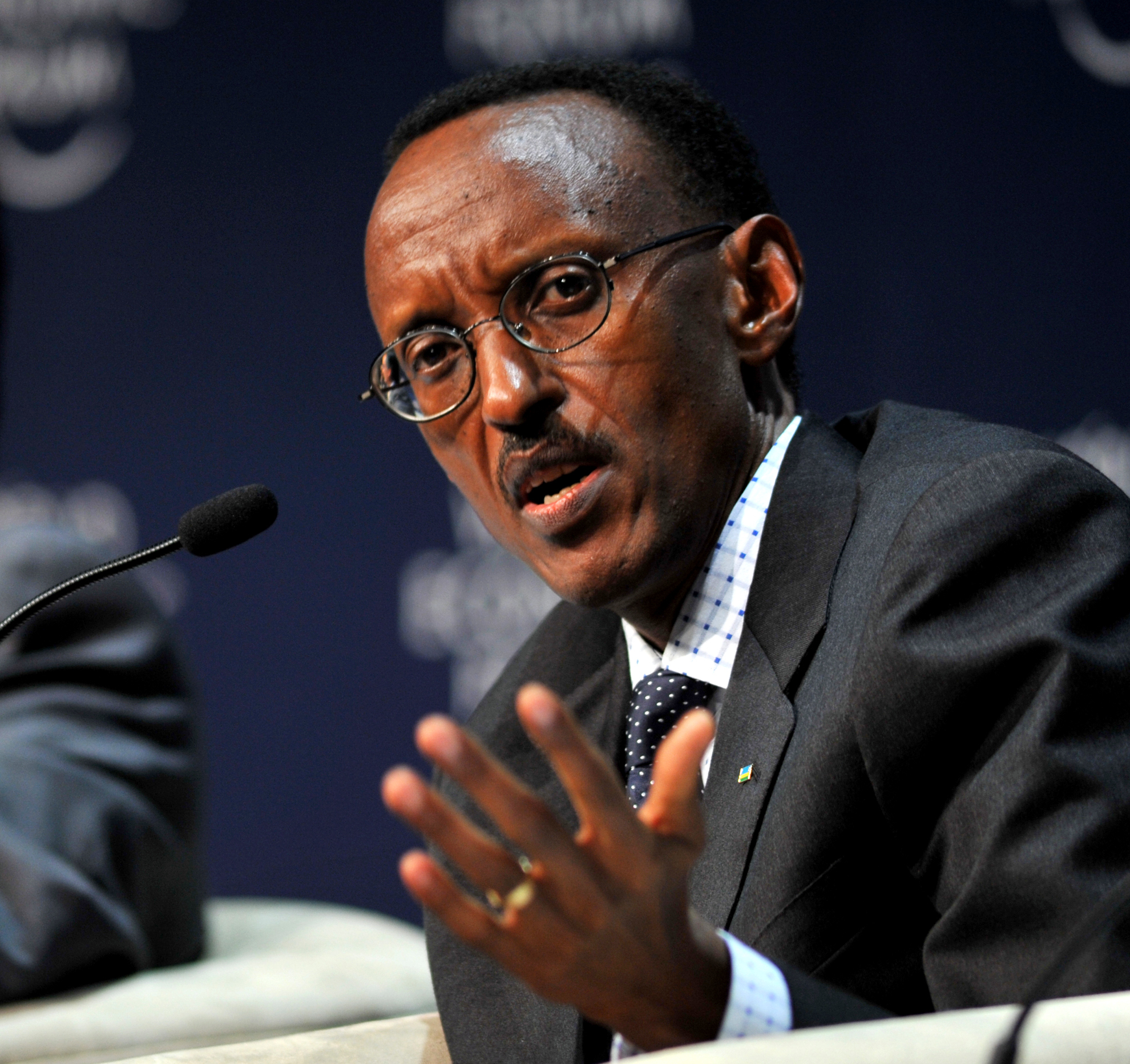
Поль Кагаме. С 2000 года — Президент Руанды.

В течение следующих месяцев продолжались переговоры, не принёсшие каких-либо серьёзных успехов. Наконец, после сообщений о массовых убийствах тутси 8 февраля 1993 года РПФ начал крупное наступление.
Это наступление вынудило правительственные войска отступить, позволив РПФ быстро захватить Рухенгери, а затем повернуть на юг и начать продвижение на столицу. Это вызвало панику в Париже, который сразу же послал несколько сотен французских солдат в страну вместе с большим количеством боеприпасов. Прибытие французских войск в Кигали серьёзно изменило военную ситуацию и заставило РПФ отказаться от штурма столицы. 20 февраля повстанцы остановились в 30 км к северу от Кигали и объявили одностороннее решение о прекращении огня, после чего в течение нескольких месяцев отводили свои войска на исходные позиции. К тому времени более 1,5 миллиона гражданских лиц, в основном хуту, покинули свои дома.
Хрупкий мир продлился до 7 апреля следующего года. Однако напряжённость в обществе не снижалась. Вторжение тутси было воспринято не как способ добиться равноправия, а как попытка тутси вернуться к власти. Хуту сплотились вокруг президента. Сам Хабьяримана отреагировал введением программы геноцида, направленной против всех тутси и хуту, имевших с ними какие-либо общие интересы. Жювеналь Хабьяримана оправдывал это тем, что тутси якобы собирались восстановить «феодальный строй» и поработить хуту.

### Военные действия в условиях геноцида 1994 года
6 апреля 1994 года президент Жювеналь Хабьяримана возвращался с переговоров в Дар-эс-Саламе, когда его самолёт был сбит. Активисты хуту — интерахамве — и президентская гвардия начали убивать оппозиционных политиков и лидеров тутси, обвинив их в убийстве президента. Последовавший геноцид в Руанде привёл к гибели в течение трёх месяцев порядка 937 000 человек.

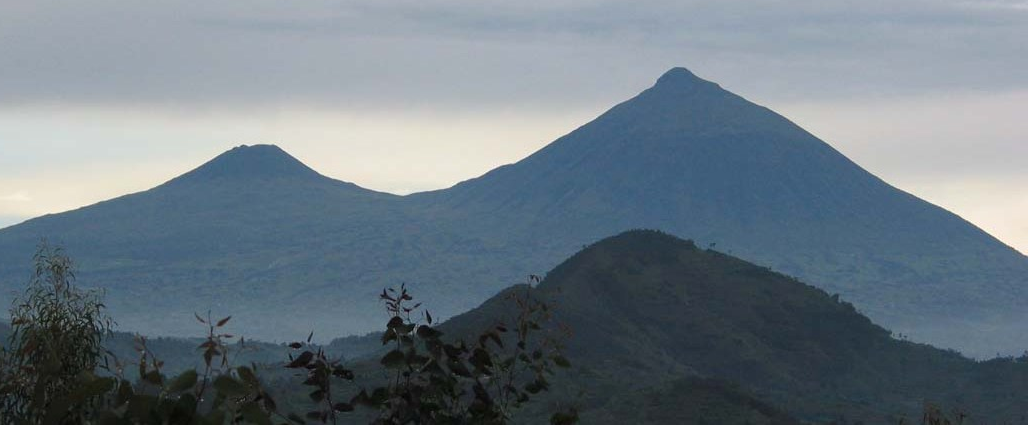
Гора Гахинга (слева) и гора Мухабура (справа) на границе Руанды и Уганды.

К вечеру 7 апреля РПФ возобновил наступление на юг. Навстречу повстанцам выдвинулись их представители в парламенте, отправленные туда по результатам мирных переговоров. Основные силы РПФ на севере 8 апреля были разделены на три части. Одна группа двинулась на запад, блокировать правительственные силы в Рухенгери. Вторая группа под командованием полковника Эжена Багире (командира 7-го батальона) и подполковника Фреда Ибингиры (командира 157-го батальона) вошла в восточную границу страны Кибунго. Третья группа под командованием полковника Сэма Кака, полковника Шарлиса Нгога, полковника Муситу и Людовика Твагирва (известного как Додо) удалось сделать значительный шаг вперёд по направлению к столице к вечеру 11 апреля. Обе стороны начали усиливать и укреплять свои позиции, а РПФ приступил к окружению города. 12 апреля временное правительство бежало в Гитараму в попытке спастись от боевых действий.
На востоке повстанцы столкнулись с некоторым сопротивлением правительственных войск и достигли границы с Танзанией 22 апреля. 5 мая они начали обстрел столичного аэропорта, а 16 мая перекрыли дорогу Кигали — Гитарама. За этим последовало захват аэропорта. Правительственные войска попытались 6 июня перейти в контратаку, но она провалилась.
Силы РПФ, захватив контроль над северной, восточной и южной окраинами столицы, начали двигаться к северу вдоль юго-западной окраины города. Это ещё больше усилило давление на Гитараму, которая пала 13 июня. С трёх сторон повстанцы начали штурм центра столицы. Ведя огонь из лёгкой артиллерии и миномётов, они не давали защитникам передышки. Тяжёлые бои продолжались вплоть до начала июля 1994 года. 3 июля правительственные войска начали покидать столицу, уводя с собой большинство гражданского населения. По данным ООН, они уже не имели боеприпасов. На следующий день, после трёхмесячной борьбы, РПФ вступил в центр Кигали.
По состоянию на июнь повстанцы достигли границы с Бурунди. Они остановились после захвата Бутаре 2 июля в связи с тем, что французский десант преградил дальнейшее продвижение.
С падением Кигали правительственные войска начали распадаться. Армия потеряла сплочённость. Это сделало оборону последних оплотов режима — двух северных городов Рухенгери и Гисеньи— невозможной. Освобождение сил повстанцев в центре страны позволило им переместить войска на север. 13 июля Рухенгери капитулировал, а 18 июля пал Гисеньи.

## Последствия
Повстанцы тутси нанесли поражение режиму хуту, и геноцид закончился в июле 1994 года, но около двух миллионов хуту — некоторые из них участвовали в геноциде и боялись возмездия тутси — бежали в соседние Бурунди, Танзанию, Уганду и Заир. Тысячи людей погибли в ходе эпидемий холеры и дизентерии, которая охватила лагеря беженцев. Международное сообщество отреагировало усилиями по оказанию гуманитарной помощи. Одновременно Коалиция за защиту Руанды начала милитаризацию лагерей, используя их в качестве баз для свержения правительства РПФ.
Чтобы ликвидировать лагеря, Руанда спонсировала вторжение в Заир в 1996 году. Её ставленниками был Альянс демократических сил за освобождение Конго (АДФЛ). АДФЛ при поддержке Уганды очистил лагеря беженцев вдоль границы. Тем не менее, многие боевики хуту бежали на запад, подальше от границы. АДЛ сверг режим Мобуту, а его лидер Лоран Кабила провозгласил себя новым президентом переименованной Демократической Республики Конго (ДРК) в мае 1997 года.
Лоран Кабила вскоре отвернулся от своих сторонников — Руанды и Уганды, которые в 1998 году организовали попытку его свержения. В ходе Второй конголезской войны Лоран Кабила заключил союз с Армией освобождения Руанды, преемником Коалиции в защиту Руанды. После его гибели в 2001 году Жозеф Кабила, его сын, стал президентом, а организация боевиков хуту была реформирована в Демократические силы за освобождение Руанды. Это движение до сих пор представляет определённую угрозу для правительства Поля Кагаме.